# Jaume Escalas i Real
Jaume Escalas i Real (Palma 1893-1979) va ser un metge, escriptor i historiador mallorquí. És conegut per un guia de Mallorca que va escriure i il·lustrar amb fotos seves el 1933 i que s'ha reeditat un centenar de vegades i traduït a catorze llengües.
Era el fill de Jaume Escalas i Adrover (1847-1929) que era també metge i fotògraf. De 1920 a 1963 va ser el director de l'hospital psiquiàtric de Palma i va contribuir a la modernització del tractament, era un pioner de la terapia pel treball. Als anys 1930, la seva concepció d'una granja agrícola que ocupava unes cinquanta persones i quasi podia viure en autoarquia, va rebre molt reconeixement internacional. També va actuar per a la prevenció i la higiene social.
Era un fotògraf assidu, i el fons dels Escalas, pare i fill, conté més de 50.000 fotos que cobren el període del 1890 fins al 1975. El 2009 es va organitzar una primera exposició retrospectiva de l'obra dels Escalas i una monografia sobre l'arxiu fotogràfic que cobreix un segle en imatges segons tres temes recurrents: el païsatge de l'Illa, la vida familiar i la psiquiatria. El 2014 es va realitzar una exposició al claustre de la Catedral de Mallorca Palma des de la Seu on es van juxtaposar disset fotos de Jaume Escalas, fetes des de la Seu fa un segle amb fotos d'avui, realitzades des del mateix punt per Jaume Gual i Carbonell.

## Obres destacades
- Mallorca, guia ilustrada.  Galerias Costa, 1933, p. 188.
- La asistencia psiquiátrica en Baleares: su historia, su estado actual.  Escuela-Tipográfica Provincial, 1937, p. 213.
- Recuerdos de mi pasado, 1978, p. 78. Memòries